# Thomas de Foix-Lescun
Thomas de Foix-Lescun, o Thomas de Foix (XV secolo – 3 marzo 1525), è stato un militare francese, maresciallo di Francia dal 1518.

## Biografia
Fratello di Odet de Foix, fu destinato sin dalla giovinezza alla carriera ecclesiastica, e prese il titolo di protonotario di Foix. Non tardò tuttavia ad abbracciare la carriera delle armi.
Accompagnò Francesco I alla conquista del Ducato di Milano nel 1515, quando fu nominato lieutenant général pour le roi.
Aiutò papa Leone X alla riconquista del Ducato di Urbino.
Elevato alla dignità di Maresciallo di Francia nel 1518, si alienò le simpatie degli abitanti del milanese per la sua durezza e dovette ritirarsi a Parma sino all'arrivo del fratello. Comandò l'avanguardia francese alla battaglia della Bicocca, dove ebbe un cavallo ucciso sotto e fu gravemente ferito.
Si comportò valorosamente alla battaglia di Pavia, e fu ferito mentre accorreva in soccorso del sovrano. Fu fatto prigioniero e morì per le ferite il 3 marzo 1525.